# 나이다케촌
나이다케촌(内竹村)은 니가타현 기타칸바라군에 설치되었던 촌이다.